# Dwight Lodeweges
Dwight Bernard Lodeweges (Turner Valley, 26 ottobre 1957) è un allenatore di calcio ed ex calciatore olandese, di ruolo difensore.

## Carriera
Il 19 agosto 2020 è stato nominato allenatore ad interim della nazionale olandese, dopo le dimissioni di Ronald Koeman passato al Barcellona, di cui era stato il vice allenatore dal 2018. La sua esperienza alla guida degli oranje si è conclusa dopo meno di un mese, nelle quali Lodeweges ha ottenuto una sconfitta ed una vittoria nelle due partite disputate per la Nations League contro Italia e Polonia. Il 24 settembre ha lasciato il posto a Frank De Boer. Successivamente allena la squadra amatoriale del VVOP e il VVOG in terza serie, oltre a ricoprire un ruolo dirigenziale all’Heerenveen nel gennaio del 2023, fino a quando, il 2 febbraio di quell’anno, viene chiamato a fare il vice di John Heitinga all'Ajax.

## Statistiche

### Nazionale

#### Nazionale olandese
| Squadra     | Naz                    | dal            | al                | Record | Record | Record | Record     | Record | Record | Record | Record |
| G           | V                      | N              | P                 | GF     | GS     | DR     | % Vittorie |        |        |        |        |
| ----------- | ---------------------- | -------------- | ----------------- | ------ | ------ | ------ | ---------- | ------ | ------ | ------ | ------ |
| Paesi Bassi | Paesi Bassi (bandiera) | 19 agosto 2020 | 23 settembre 2020 | 2      | 1      | 0      | 1          | 1      | 1      | +0     | 50,00  |

#### Panchine da commissario tecnico della nazionale olandese
| Cronologia completa delle presenze e delle reti in nazionale ― Paesi Bassi | Cronologia completa delle presenze e delle reti in nazionale ― Paesi Bassi | Cronologia completa delle presenze e delle reti in nazionale ― Paesi Bassi | Cronologia completa delle presenze e delle reti in nazionale ― Paesi Bassi | Cronologia completa delle presenze e delle reti in nazionale ― Paesi Bassi | Cronologia completa delle presenze e delle reti in nazionale ― Paesi Bassi | Cronologia completa delle presenze e delle reti in nazionale ― Paesi Bassi | Cronologia completa delle presenze e delle reti in nazionale ― Paesi Bassi |
| Data                                                                       | Città                                                                      | In casa                                                                    | Risultato                                                                  | Ospiti                                                                     | Competizione                                                               | Reti                                                                       | Note                                                                       |
| -------------------------------------------------------------------------- | -------------------------------------------------------------------------- | -------------------------------------------------------------------------- | -------------------------------------------------------------------------- | -------------------------------------------------------------------------- | -------------------------------------------------------------------------- | -------------------------------------------------------------------------- | -------------------------------------------------------------------------- |
| 4-9-2020                                                                   | Amsterdam                                                                  | Paesi Bassi                                                                | 1 – 0                                                                      | Polonia                                                                    | Nations League 2020-21 - 1º turno                                          | -                                                                          |                                                                            |
| 7-9-2020                                                                   | Amsterdam                                                                  | Paesi Bassi                                                                | 0 – 1                                                                      | Italia                                                                     | Nations League 2020-21 - 1º turno                                          | -                                                                          |                                                                            |
| Totale                                                                     |                                                                            | Presenze                                                                   | 2                                                                          |                                                                            | Reti                                                                       |                                                                            |                                                                            |